# Năng lượng tái tạo

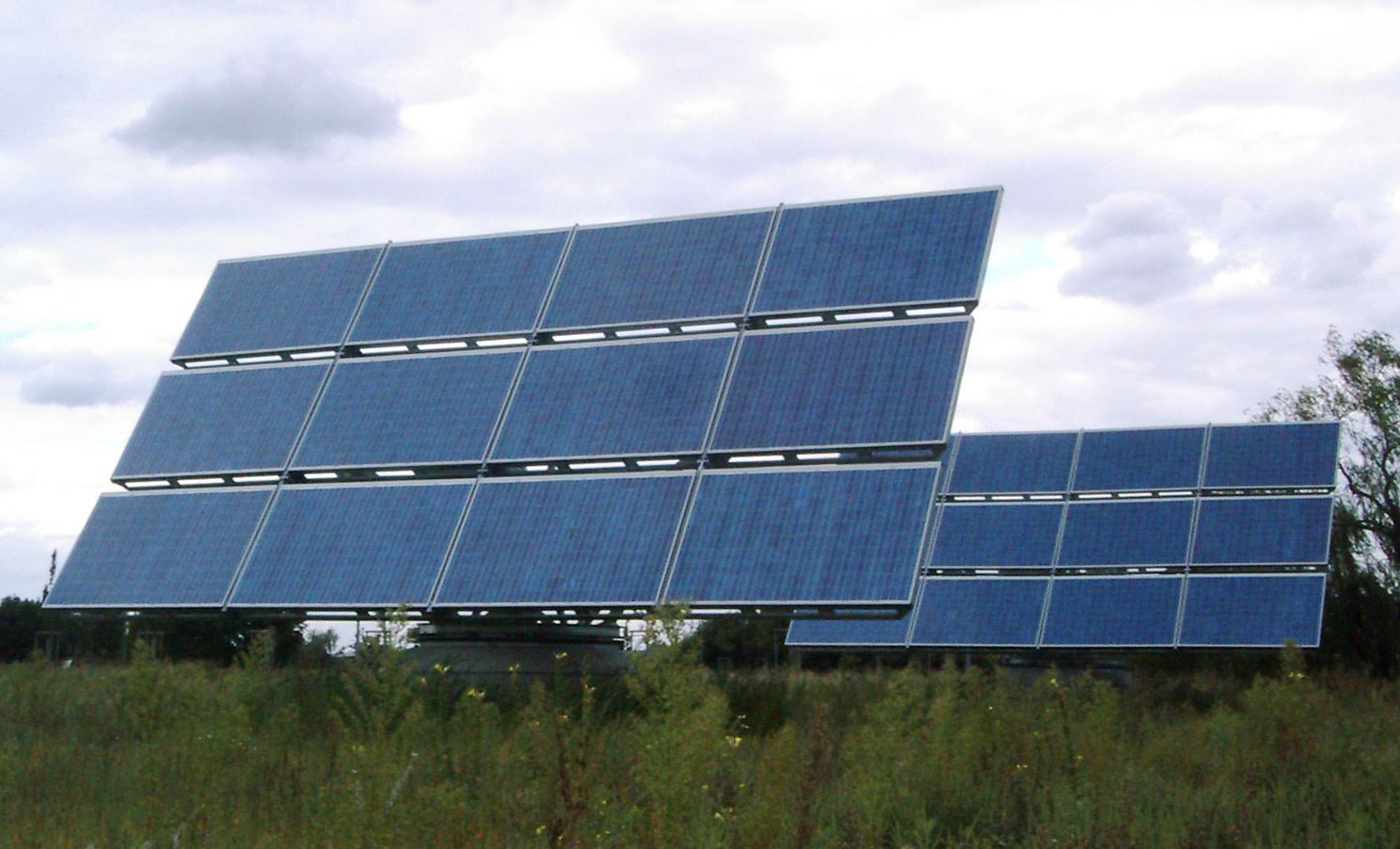
Thiết bị quang điện tại Berlin (Đức)

Năng lượng tái tạo hay năng lượng tái sinh là năng lượng từ những nguồn liên tục mà theo chuẩn mực của con người là vô hạn như năng lượng mặt trời, gió, mưa, thủy triều, sóng và địa nhiệt.. Nguyên tắc cơ bản của việc sử dụng năng lượng tái sinh là tách một phần năng lượng từ các quy trình diễn biến liên tục trong môi trường và đưa vào trong các sử dụng kỹ thuật. Các quy trình này thường được thúc đẩy đặc biệt là từ Mặt Trời. Năng lượng tái tạo thay thế các nguồn nhiên liệu truyền thống trong 4 lĩnh vực gồm: phát điện, đun nước nóng, nhiên liệu động cơ, và hệ thống điện độc lập nông thôn.
Có khoảng 16% lượng tiêu thụ điện toàn cầu từ các nguồn năng lượng tái tạo, với 10% trong tất cả năng lượng từ sinh khối truyền thống, chủ yếu được dùng để cung cấp nhiệt, và 3,4% từ thủy điện. Các nguồn năng lượng tái tạo mới (small hydro, sinh khối hiện đại, gió, mặt trời, địa nhiệt, và nhiên liệu sinh học) chiếm thêm 3% và đang phát triển nhanh chóng. Ở cấp quốc gia, có ít nhất 30 quốc gia trên thế giới đã sử dụng năng lượng tái tạo và cung cấp hơn 20% nhu cầu năng lượng của họ. Các thị trường năng lượng tái tạo cấp quốc gia được dự đoán tiếp tục tăng trưởng mạnh trong thập kỷ tới và sau đó nữa. Ví dụ như, năng lượng gió đang phát triển với tốc độ 30% mỗi năm, công suất lắp đặt trên toàn cầu là 282.482 (MW) đến cuối năm 2012.
Các nguồn năng lượng tái tạo tồn tại khắp nơi trên nhiều vùng địa lý, ngược lại với các nguồn năng lượng khác chỉ tồn tại ở một số quốc gia. Việc đưa vào sử dụng năng lượng tái tạo nhanh và hiệu quả có ý nghĩa quan trọng trong an ninh năng lượng, giảm thiểu biến đổi khí hậu, và có lợi ích về kinh tế. Các cuộc khảo sát ý kiến công cộng trên toàn cầu đưa ra sự ủng hộ rất mạnh việc phát triển và sử dụng những nguồn năng lượng tái tạo như năng lượng mặt trời và gió.
Trong khi nhiều dự án năng lượng tái tạo có quy mô lớn, các công nghệ năng lượng tái tạo cũng thích hợp với các vùng nông thôn và vùng sâu, vùng xa và các nước đang phát triển. Tổng thư ký Liên Hợp Quốc Ban Ki-moon đã nói rằng năng lượng tái tạo có khả năng nâng những nước nghèo lên một tầm mới thịnh vượng hơn.

## Khái niệm
Trong cách nói thông thường, năng lượng tái tạo được hiểu là những nguồn năng lượng hay những phương pháp khai thác năng lượng mà nếu đo bằng các chuẩn mực của con người thì là vô hạn. Vô hạn có hai nghĩa: Hoặc là năng lượng tồn tại nhiều đến mức mà không thể trở thành cạn kiệt vì sự sử dụng của con người (thí dụ như năng lượng Mặt Trời) hoặc là năng lượng tự tái tạo trong thời gian ngắn và liên tục (thí dụ như năng lượng sinh khối) trong các quy trình còn diễn tiến trong một thời gian dài trên Trái Đất.
Theo ý nghĩa về vật lý, năng lượng không được tái tạo mà trước tiên là do Mặt Trời mang lại và được biến đổi thành các dạng năng lượng hay các vật mang năng lượng khác nhau. Tùy theo trường hợp mà năng lượng này được sử dụng ngay tức khắc hay được tạm thời dự trữ.
Việc sử dụng khái niệm "tái tạo" theo cách nói thông thường là dùng để chỉ đến các chu kỳ tái tạo mà đối với con người là ngắn đi rất nhiều (thí dụ như khí sinh học so với năng lượng hóa thạch). Trong cảm giác về thời gian của con người thì Mặt Trời sẽ còn là một nguồn cung cấp năng lượng trong một thời gian gần như là vô tận. Mặt Trời cũng là nguồn cung cấp năng lượng liên tục cho nhiều quy trình diễn tiến trong bầu sinh quyển Trái Đất. Những quy trình này có thể cung cấp năng lượng cho con người và cũng mang lại những cái gọi là nguyên liệu tái tăng trưởng. Luồng gió thổi, dòng nước chảy và nhiệt lượng của Mặt Trời đã được con người sử dụng trong quá khứ. Quan trọng nhất trong thời đại công nghiệp là sức nước nhìn theo phương diện sử dụng kỹ thuật và theo phương diện phí tổn sinh thái.
Ngược lại với việc sử dụng các quy trình này là việc khai thác các nguồn năng lượng như than đá hay dầu mỏ, những nguồn năng lượng mà ngày nay được tiêu dùng nhanh hơn là được tạo ra rất nhiều. Theo ý nghĩa của định nghĩa tồn tại "vô tận" thì phản ứng tổng hợp hạt nhân (phản ứng nhiệt hạch), khi có thể thực hiện trên bình diện kỹ thuật, và phản ứng phân rã hạt nhân (phản ứng phân hạch) với các lò phản ứng tái sinh (breeder reactor), khi năng lượng hao tốn lúc khai thác uranium hay thorium có thể được giữ ở mức thấp, đều là những nguồn năng lượng tái tạo mặc dù là thường thì chúng không được tính vào loại năng lượng này.

## Lịch sử
Trước khi khai thác than vào giữa thế kỷ XIX, gần như tất cả các nguồn năng lượng con người sử dụng là năng lượng tái tạo. Hầu như không có một nghi ngờ việc sử dụng năng lượng tái tạo lâu đời nhất được biết đến, ở dạng sinh khối truyền thống nhiên liệu cháy, có từ 790.000 năm trước đây. Sử dụng sinh khối để đốt đã không trở nên phổ biến cho đến khi hàng trăm hàng ngàn năm sau đó, vào khoảng 200.000 đến 400.000 năm trước.
Có lẽ việc sử dụng nguồn năng lượng tái tạo lâu đời thứ hai là khai thác gió để chạy các tàu buồm. Việc này đã được thực hiện cách nay 7000 năm, của các tàu trên sông Nin.
Cho đến năm 1873, những mối quan tâm về cạn kiệt nguồn than đã thúc đẩy việc thí nghiệm sử dụng năng lượng mặt trời. Sự phát triển của các động cơ năng lượng mặt trời vẫn tiếp tục cho đến khi nổ ra chiến tranh thế giới lần thứ nhất. Tầm quan trọng của năng lượng mặt trời được công nhận trong bài báo khoa học Mỹ năm 1911: "trong tương lai xa các nguồn nhiên liệu tự nhiên sẽ cạn kiệt [năng lượng mặt trời] sẽ là phương tiện duy nhất đối với sự tồn tại của nhân loại"
Lý thuyết về đỉnh dầu được xuất bản năm 1956. Trong thập niên 1970, các nhà môi trường đã thúc đẩy phát triển các nguồn năng lượng tái tạo theo cả hai hướng là thay thế nguồn dầu đang dần cạn, cũng như thoát khỏi sự lệ thuộc vào dầu mỏ, và các tuốc bin gió phát điện đầu tiên ra đời. Năng lượng mặt trời đã được sử dụng từ lâu để nung nóng và làm lạnh, nhưng các tấm pin mặt trời quá đắt để có thể xây dựng những cánh đồng pin năng lượng mặt trời mãi cho đến năm 1980.

## Phân loại năng lượng tái tạo

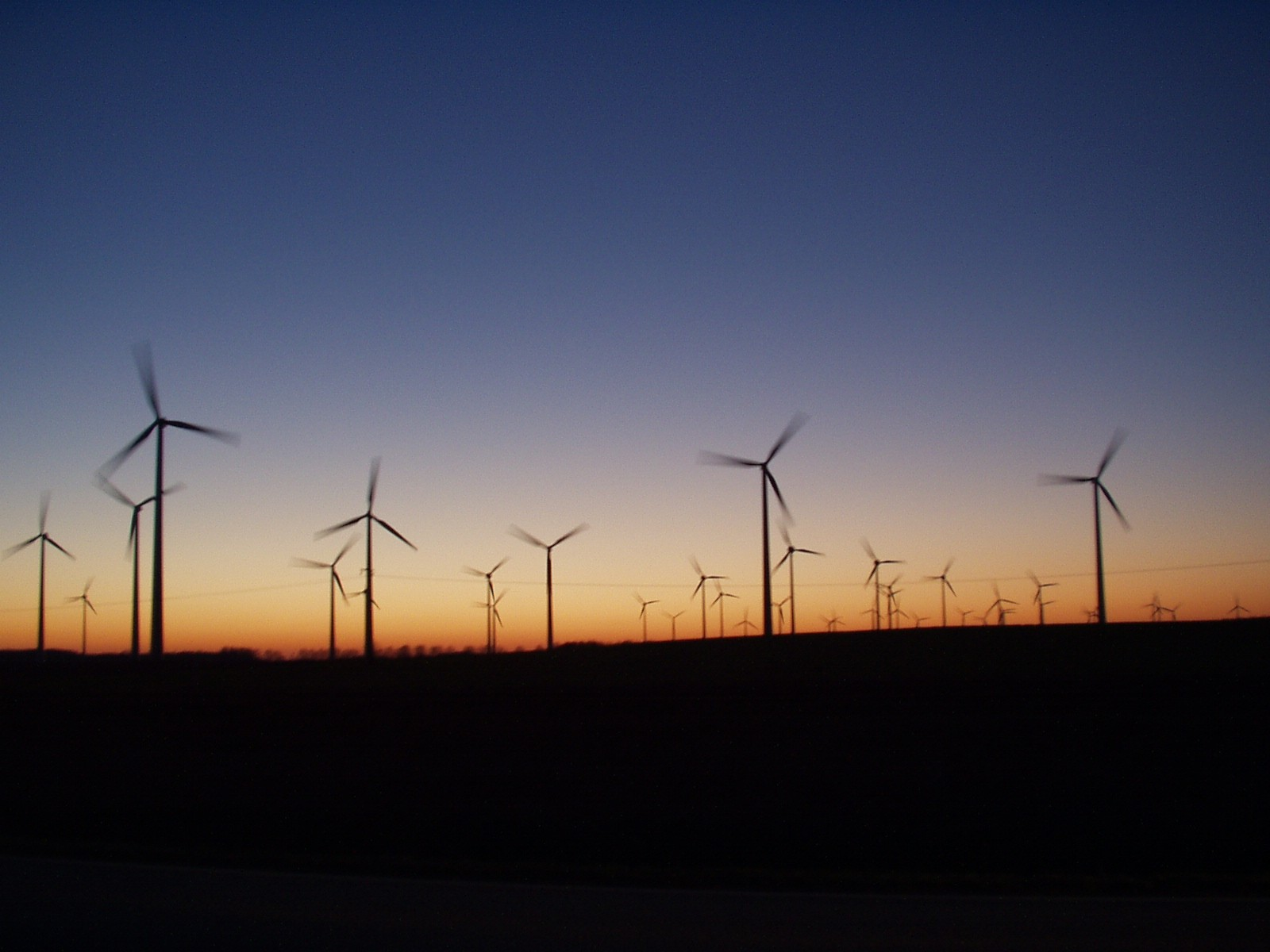
Trang trại gió tại Lübz, Mecklenburg-Vorpommern, Đức

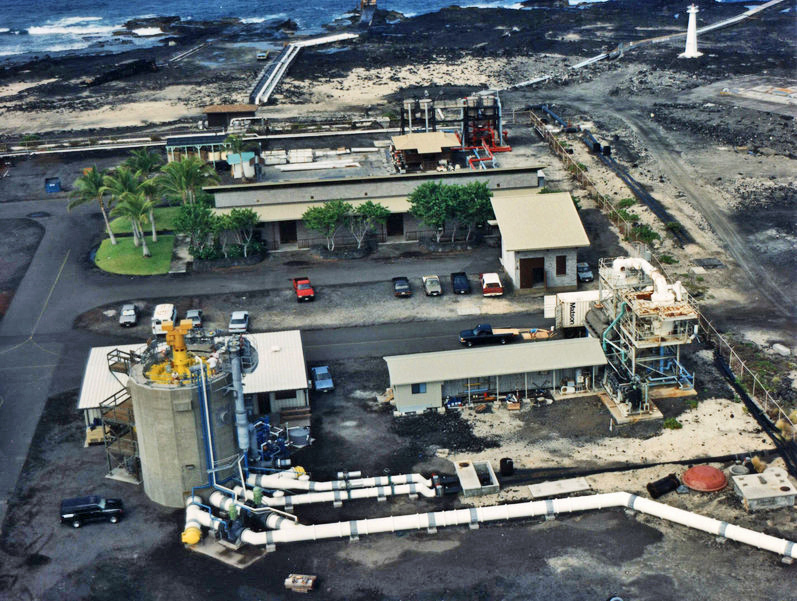
Nhà máy điện dùng nhiệt lượng của biển tại Hawai, Hoa Kỳ

### Năng lượng Mặt Trời
Năng lượng Mặt Trời thu được trên Trái Đất là năng lượng của dòng bức xạ điện từ xuất phát từ Mặt Trời đến Trái Đất. Chúng ta sẽ tiếp tục nhận được dòng năng lượng này cho đến khi phản ứng hạt nhân trên Mặt Trời hết nhiên liệu, vào khoảng 5 tỷ năm nữa.
Có thể trực tiếp thu lấy năng lượng này thông qua hiệu ứng quang điện, chuyển năng lượng các photon của Mặt Trời thành điện năng, như trong pin Mặt Trời. Năng lượng của các photon cũng có thể được hấp thụ để làm nóng các vật thể, tức là chuyển thành nhiệt năng, sử dụng cho bình đun nước Mặt Trời, hoặc làm sôi nước trong các máy nhiệt điện của tháp Mặt Trời, hoặc vận động các hệ thống nhiệt như máy điều hòa Mặt Trời.
Năng lượng của các photon có thể được hấp thụ và chuyển hóa thành năng lượng trong các liên kết hóa học của các phản ứng quang hóa.
Một phản ứng quang hóa tự nhiên là quá trình quang hợp. Quá trình này được cho là đã từng dự trữ năng lượng Mặt Trời vào các nguồn nhiên liệu hóa thạch không tái sinh mà các nền công nghiệp của thế kỷ XIX đến XXI đã và đang tận dụng. Nó cũng là quá trình cung cấp năng lượng cho mọi hoạt động sinh học tự nhiên, cho sức kéo gia súc và củi đốt, những nguồn năng lượng sinh học tái tạo truyền thống. Trong tương lai, quá trình này có thể giúp tạo ra nguồn năng lượng tái tạo ở nhiên liệu sinh học, như các nhiên liệu lỏng (diesel sinh học, nhiên liệu từ dầu thực vật), khí (khí đốt sinh học) hay rắn.
Năng lượng Mặt Trời cũng được hấp thụ bởi thủy quyển Trái Đất và khí quyển Trái Đất để sinh ra các hiện tượng khí tượng học chứa các dạng dự trữ năng lượng có thể khai thác được. Trái Đất, trong mô hình năng lượng này, gần giống bình đun nước của những động cơ nhiệt đầu tiên, chuyển hóa nhiệt năng hấp thụ từ photon của Mặt Trời, thành động năng của các dòng chảy của nước, hơi nước và không khí, và thay đổi tính chất hóa học và vật lý của các dòng chảy này.
Thế năng của nước mưa có thể được dự trữ tại các đập nước và chạy máy phát điện của các công trình thủy điện. Một dạng tận dụng năng lượng dòng chảy sông suối có trước khi thủy điện ra đời là cối xay nước. Dòng chảy của biển cũng có thể làm chuyển động máy phát của nhà máy điện dùng dòng chảy của biển.
Dòng chảy của không khí, hay gió, có thể sinh ra điện khi làm quay tuốc bin gió. Trước khi máy phát điện dùng năng lượng gió ra đời, cối xay gió đã được ứng dụng để xay ngũ cốc. Năng lượng gió cũng gây ra chuyển động sóng trên mặt biển. Chuyển động này có thể được tận dụng trong các nhà máy điện dùng sóng biển.
Đại dương trên Trái Đất có nhiệt dung riêng lớn hơn không khí và do đó thay đổi nhiệt độ chậm hơn không khí khi hấp thụ cùng nhiệt lượng của Mặt Trời. Đại dương nóng hơn không khí vào ban đêm và lạnh hơn không khí vào ban ngày. Sự chênh lệch nhiệt độ này có thể được khai thác để chạy các động cơ nhiệt trong các nhà máy điện dùng nhiệt lượng của biển.
Khi nhiệt năng hấp thụ từ photon của Mặt Trời làm bốc hơi nước biển, một phần năng lượng đó đã được dự trữ trong việc tách muối ra khỏi nước mặn của biển. Nhà máy điện dùng phản ứng nước ngọt - nước mặn thu lại phần năng lượng này khi đưa nước ngọt của dòng sông trở về biển.

### Năng lượng địa nhiệt
Năng lượng địa nhiệt là năng lượng được tạo ra từ nhiệt trong lòng Trái Đất. Năng lượng này có nguồn gốc từ sự hình thành ban đầu của hành tinh, từ hoạt động phân hủy phóng xạ của các khoáng vật, và từ năng lượng mặt trời được hấp thụ tại bề mặt Trái Đất. Năng lượng địa nhiệt đã được sử dụng để nung và tắm kể từ thời La Mã cổ đại, nhưng ngày nay nó được dùng để phát điện. Có khoảng 10 GW công suất điện địa nhiệt được lắp đặt trên thế giới đến năm 2007, cung cấp 0,3% nhu cầu điện toàn cầu. Thêm vào đó, 28 GW công suất nhiệt địa nhiệt trực tiếp được lắp đặt phục vụ cho sưởi, spa, các quá trình công nghiệp, lọc nước biển và nông nghiệp ở một số khu vực.
Khai thác năng lượng địa nhiệt chưa có hiệu quả về kinh tế do chi phí để khai thác ban đầu cao, có khả năng thực hiện và thân thiện với môi trường, nhưng trước đây bị giới hạn về mặt địa lý đối với các khu vực gần các ranh giới kiến tạo mảng. Các tiến bộ khoa học kỹ thuật gần đây đã từng bước mở rộng phạm vi và quy mô của các tài nguyên tiềm năng này, đặc biệt là các ứng dụng trực tiếp như dùng để sưởi trong các hộ gia đình. Các giếng địa nhiệt có khuynh hướng giải phóng khí thải nhà kính bị giữ dưới sâu trong lòng đất, nhưng sự phát thải này thấp hơn nhiều so với phát thải từ việc đốt nhiên liệu hóa thạch thông thường. Công nghệ này có khả năng giúp giảm thiểu sự nóng lên toàn cầu nếu nó được triển khai rộng rãi.

### Năng lượng thủy triều
Trường hấp dẫn không đều trên bề mặt Trái Đất gây ra bởi Mặt Trăng, cộng với trường lực quán tính ly tâm không đều tạo nên bề mặt hình elipsoit của thủy quyển Trái Đất (và ở mức độ yếu hơn, của khí quyển Trái Đất và thạch quyển Trái Đất). Hình elipsoit này cố định so với đường nối Mặt Trăng và Trái Đất, trong khi Trái Đất tự quay quanh nó, dẫn đến mực nước biển trên một điểm của bề mặt Trái Đất dâng lên hạ xuống trong ngày, tạo ra hiện tượng thủy triều.
Sự nâng hạ của nước biển có thể làm chuyển động các máy phát điện trong các nhà máy điện thủy triều. Về lâu dài, hiện tượng thủy triều sẽ giảm dần mức độ, do tiêu thụ dần động năng tự quay của Trái Đất, cho đến lúc Trái Đất luôn hướng một mặt về phía Mặt Trăng. Thời gian kéo dài của hiện tượng thủy triều cũng nhỏ hơn so với tuổi thọ của Mặt Trời.

### Thủy điện
Thủy điện là nguồn điện có được từ năng lượng nước. Đa số năng lượng thủy điện có được từ thế năng của nước được tích tại các đập nước làm quay một tuốc bin nước và máy phát điện. Kiểu ít được biết đến hơn là sử dụng năng lượng động lực của nước hay các nguồn nước không bị tích bằng các đập nước như năng lượng thủy triều. Thủy điện là nguồn năng lượng tái tạo.
Thủy điện chiếm 20% lượng điện của thế giới. Na Uy sản xuất toàn bộ lượng điện của mình bằng sức nước, trong khi Iceland sản xuất tới 83% nhu cầu của họ (2004), Áo sản xuất 67% số điện quốc gia bằng sức nước (hơn 70% nhu cầu của họ). Canada là nước sản xuất điện từ năng lượng nước lớn nhất thế giới và lượng điện này chiếm hơn 70% tổng lượng sản xuất của họ.
Ngoài một số nước có nhiều tiềm năng thủy điện, năng lực nước cũng thường được dùng để đáp ứng cho giờ cao điểm bởi vì có thể tích trữ nó vào giờ thấp điểm (trên thực tế các hồ chứa thủy điện bằng bơm – pumped-storage hydroelectric reservoir - thỉnh thoảng được dùng để tích trữ điện được sản xuất bởi các nhà máy nhiệt điện để dành sử dụng vào giờ cao điểm). Thủy điện không phải là một sự lựa chọn chủ chốt tại các nước phát triển bởi vì đa số các địa điểm chính tại các nước đó có tiềm năng khai thác thủy điện theo cách đó đã bị khai thác rồi hay không thể khai thác được vì các lý do khác như môi trường.

### Năng lượng gió
Năng lượng gió là động năng của không khí di chuyển trong bầu khí quyển Trái Đất. Năng lượng gió là một hình thức gián tiếp của năng lượng mặt trời. Năng lượng gió được con người khai thác từ các tuốc bin gió.
Trong số 20 thị trường lớn nhất trên thế giới, chỉ riêng châu Âu đã có 13 nước với Đức là nước dẫn đầu về công suất của các nhà máy dùng năng lượng gió với khoảng cách xa so với các nước còn lại. Tại Đức, Đan Mạch và Tây Ban Nha việc phát triển năng lượng gió liên tục trong nhiều năm qua được nâng đỡ bằng quyết tâm chính trị. Nhờ vào đó mà một ngành công nghiệp mới đã phát triển tại 3 quốc gia này. Năm 2007 thế giới đã xây mới được khoảng 20073 MW điện, trong đó Mỹ với 5244 MW, Tây Ban Nha 3522MW, Trung Quốc 3449 MW, 1730 MW ở Ấn Độ và 1667 ở Đức, nâng công suất định mức của các nhà máy sản xuất điện từ gió lên 94.112 MW.

### Sinh khối
Sinh khối là dạng vật liệu sinh học từ sự sống, hay gần đây là sinh vật sống, đa số là các cây trồng hay vật liệu có nguồn gốc từ thực vật. Được xem là nguồn năng lượng tái tạo vì nó có thể tái tuần hoàn trong một thời gian ngắn do hoạt động trồng trọt và sự tồn tại của của nó cũng giúp hấp thụ một phần CO2 trong khí quyển để sản sinh O2. Năng lượng sinh khối có tiềm năng lớn trong việc thay thế năng lượng từ nhiên liệu hóa thạch do việc sử dụng năng lượng sinh khối là thông qua quá trình cháy tuơng đối giống nhiên liệu hóa thạch. Năng lượng sinh khối có thông qua quá trình đột cháy trực tiếp để tạo thành điện năng hoặc nhiệt năng. Hoặc sinh khối có thể được chuyển thành dạng nhiên liệu sinh khối có phẩm cấp cao hơn thông qua các quá trình biến đổi nhiệt hóa học hoặc biến đổi sinh hóa rồi được đưa qua các quá trình công nghệ để sinh điện hoặc sinh hơi.

### Nhiên liệu sinh học
Nhiên liệu sinh học là loại nhiên liệu được hình thành từ các hợp chất có nguồn gốc động thực vật như nhiên liệu chế xuất từ chất béo của động thực vật (mỡ động vật, dầu dừa,...), ngũ cốc (lúa mỳ, ngô, đậu tương...), chất thải trong nông nghiệp (rơm rạ, phân,...), sản phẩm thải trong công nghiệp (mùn cưa, sản phẩm gỗ thải...),...
Trước kia, nhiên liệu sinh học hoàn toàn không được chú trọng. Hầu như đây chỉ là một loại nhiên liệu thay thế phụ, tận dụng ở quy mô nhỏ. Tuy nhiên, sau khi xuất hiện tình trạng khủng hoảng nhiên liệu ở quy mô toàn cầu cũng như ý thức bảo vệ môi trường lên cao, nhiên liệu sinh học bắt đầu được chú ý phát triển ở quy mô lớn hơn.....,...............................

## Các nguồn năng lượng tái tạo nhỏ
Ngoài các nguồn năng lượng nêu trên dành cho mức độ công nghiệp, còn có các nguồn năng lượng tái tạo nhỏ dùng trong một số vật dụng:
- Một số đồng hồ đeo tay dự trữ năng lượng lắc lư của tay khi con người hoạt động thành thế năng của lò xo, thông qua sự lúc lắc của một con quay. Năng lượng này được dùng để làm chuyển động kim đồng hồ.
- Một số động cơ có rung động lớn được gắn tinh thể áp điện chuyển hóa biến dạng cơ học thành điện năng, làm giảm rung động cho động cơ và tạo nguồn điện phụ. Tinh thể này cũng có thể được gắn vào đế giầy, tận dụng chuyển động tự nhiên của người để phát điện cho các thiết bị cá nhân nhỏ như PDA, điện thoại di động...
- Hiệu ứng điện động giúp tạo ra dòng điện từ vòi nước hay các nguồn nước chảy, khi nước đi qua các kênh nhỏ xíu làm bằng vật liệu thích hợp.
- Các ăngten thu dao động điện từ (thường ở phổ radio) trong môi trường sang năng lượng điện xoay chiều hay điện một chiều. Một số đèn nhấp nháy gắn vào điện thoại di động thu năng lượng sóng vi ba phát ra từ điện thoại để phát sáng, hoạt động theo cơ chế này.

## Tầm quan trọng toàn cầu

Báo cáo của REN21 về tình hình tái tạo năng lượng toàn cầu cuối năm 2006

### Các mô hình tính toán trên lý thuyết
Năng lượng tái tạo có tiềm năng thay thế các nguồn năng lượng hóa thạch và năng lượng nguyên tử. Trên lý thuyết, chỉ với một hiệu suất chuyển đổi là 10% và trên một diện tích 700 x 700 km ở sa mạc Sahara thì đã có thể đáp ứng được nhu cầu năng lượng trên toàn thế giới bằng cách sử dụng năng lượng mặt trời.
Trong các mô hình tính toán trên lý thuyết người ta cũng đã cố gắng chứng minh là với trình độ công nghệ ngày nay, mặc dầu là bị thất thoát công suất và nhu cầu năng lượng ngày một tăng, vẫn có thể đáp ứng được toàn bộ nhu cầu về năng lượng điện của châu Âu bằng các tuốc bin gió dọc theo bờ biển phía Tây châu Phi hay là bằng các tuốc bin gió được lắp đặt ngoài biển (off-shore). Sử dụng một cách triệt để các thiết bị cung cấp nhiệt từ năng lượng mặt trời cũng có thể đáp ứng nhu cầu nước nóng.

### Năng lượng tái tạo và hệ sinh thái
Người ta hy vọng là việc sử dụng năng lượng tái tạo sẽ mang lại nhiều lợi ích về sinh thái cũng như là lợi ích gián tiếp cho kinh tế. So sánh với các nguồn năng lượng khác, năng lượng tái tạo có nhiều ưu điểm hơn vì tránh được các hậu quả có hại đến môi trường. Nhưng các ưu thế về sinh thái này có thực tế hay không thì cần phải xem xét sự cân đối về sinh thái trong từng trường hợp một. Thí dụ như khi sử dụng sinh khối phải đối chiếu giữa việc sử dụng đất, sử dụng các chất hóa học bảo vệ và làm giảm đa dạng của các loài sinh vật với sự mong muốn giảm thiểu lượng CO2. Việc đánh giá các hiệu ứng kinh tế phụ cũng còn nhiều điều không chắc chắn. 
Sử dụng năng lượng tái tạo rộng rãi và liên tục có thể tác động đến việc phát triển của khí hậu Trái Đất về lâu dài. Có thể hình dung đơn giản: dòng chuyển động của gió sẽ yếu đi khi đi qua các cánh đồng cánh quạt gió, nhiệt độ không khí giảm xuống tại các nhà máy điện mặt trời (do lượng bức xạ phản xạ trở lại không khí bị suy giảm).

### Mâu thuẫn về lợi ích trong công nghiệp năng lượng
Khác với các nước đang phát triển, những nơi mà cơ sở hạ tầng còn chậm phát triển, việc mở rộng xây dựng các nguồn năng lượng tái tạo trong các nước công nghiệp gặp nhiều khó khăn vì phải cạnh tranh với các công nghệ năng lượng thông thường. Về phía các tập đoàn năng lượng mà sự vận hành các nhà máy điện dựa trên năng lượng hóa thạch, sự tồn tại vẫn là một phần của câu hỏi. Nhưng trong mối quan hệ này cũng là câu hỏi của việc tạo việc làm mới trong lãnh vực sinh thái cũng như trong lãnh vực của các công nghệ mới.
Hệ thống cung cấp điện đã ổn định tại các nước công nghiệp như Đức dựa trên một hạ tầng cơ sở tập trung với các nhà máy phát điện lớn và mạng lưới dẫn điện đường dài. Việc cung cấp điện phi tập trung ngày một tăng thông qua các thiết bị dùng năng lượng gió hay quang điện có thể sẽ thay đổi hạ tầng cơ sở này trong thời gian tới.

### Mâu thuẫn về lợi ích trong xã hội
Việc sử dụng năng lượng tái tạo có thể làm cho việc can thiệp vào môi trường trở nên cần thiết, một việc có thể trở thành bất lợi cho những người đang sống tại đó. Một thí dụ cụ thể là việc xây đập thủy điện, như trong trường hợp của đập Tam Hiệp ở Trung Quốc khoảng 2 triệu người đã phải dời chỗ ở.

## Tỷ lệ của năng lượng tái tạo trong sản xuất điện tại Đức
| Năm                                    | Tổng lượng điện tiêu dùng | Tổng năng lượng tái tạo | Tỷ lệ năng lượng tái tạo (%) | Sức nước | Sức gió | Sinh khối | Quang điện | Địa nhiệt |
| -------------------------------------- | ------------------------- | ----------------------- | ---------------------------- | -------- | ------- | --------- | ---------- | --------- |
| 1990                                   | 550.700                   | 17.045                  | 3,1                          | 15.579,7 | 43,1    | 1.422     | 0,6        |           |
| 1991                                   | 539.600                   | 15.142                  | 2,8                          | 13.551,7 | 140     | 1.450     | 0,7        |           |
| 1992                                   | 532.800                   | 17.975                  | 3,4                          | 16.152,8 | 275,2   | 1.545     | 1,5        |           |
| 1993                                   | 527.900                   | 18.280                  | 3,5                          | 16.264,3 | 443     | 1.570     | 2,8        |           |
| 1994                                   | 530.800                   | 20.233                  | 3,8                          | 17.449,1 | 909,2   | 1.870     | 4,2        |           |
| 1995                                   | 541.600                   | 21.923                  | 4,0                          | 18.335   | 1.563   | 2.020     | 5,3        |           |
| 1996                                   | 547.400                   | 20.392                  | 3,7                          | 16.151,0 | 2.031,9 | 2.203     | 6,1        |           |
| 1997                                   | 549.900                   | 21.249                  | 3,9                          | 15.793   | 2.966   | 2.479     | 11         |           |
| 1998                                   | 556.700                   | 24.569                  | 4,4                          | 17.264,0 | 4.489,0 | 2.800     | 15,6       |           |
| 1999                                   | 557.300                   | 28.275                  | 5,1                          | 19.707,6 | 5.528,3 | 3.020     | 19,1       |           |
| 2000                                   | 576.400                   | 35.399                  | 6,1                          | 21.700   | 9.500   | 4.129     | 70         |           |
| 2001                                   | 580.500                   | 36.480                  | 6,3                          | 19.800   | 11.500  | 5.065     | 115        |           |
| 2002                                   | 581.700                   | 42.697                  | 7,3                          | 20.200   | 15.900  | 6.417     | 180        |           |
| 2003                                   |                           | 44.697                  | 7,7                          | 18.700   | 18.500  | 6.909     | 255        |           |
| 2004                                   |                           | 55.756                  | 9,6                          | 20.900   | 25.000  | 9.356     | 500        | 0,4       |
| Nguồn: http://www.volker-quaschning.de |                           |                         |                              |          |         |           |            |           |